# Mittelbach-Hengstbach

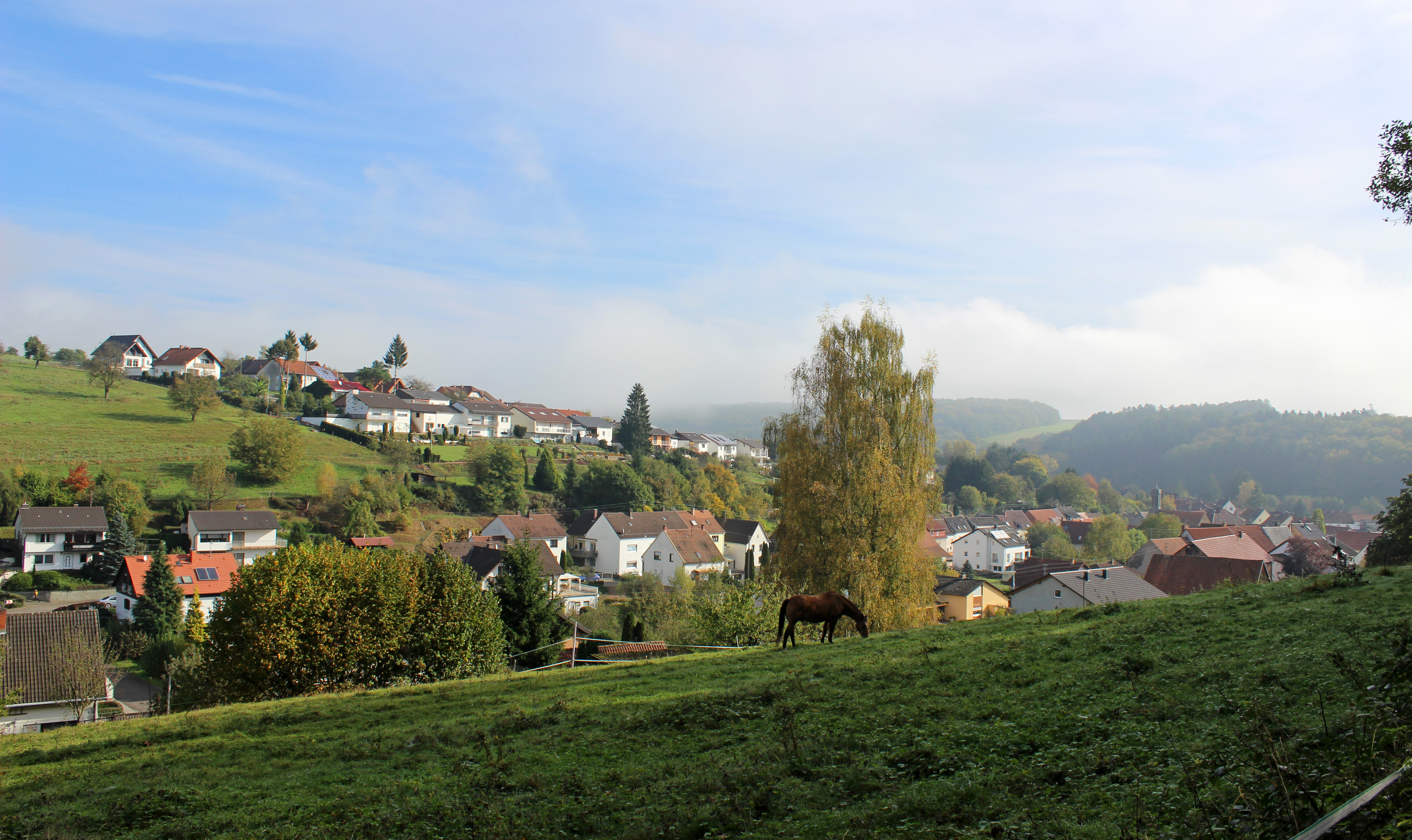
Blick auf Mittelbach

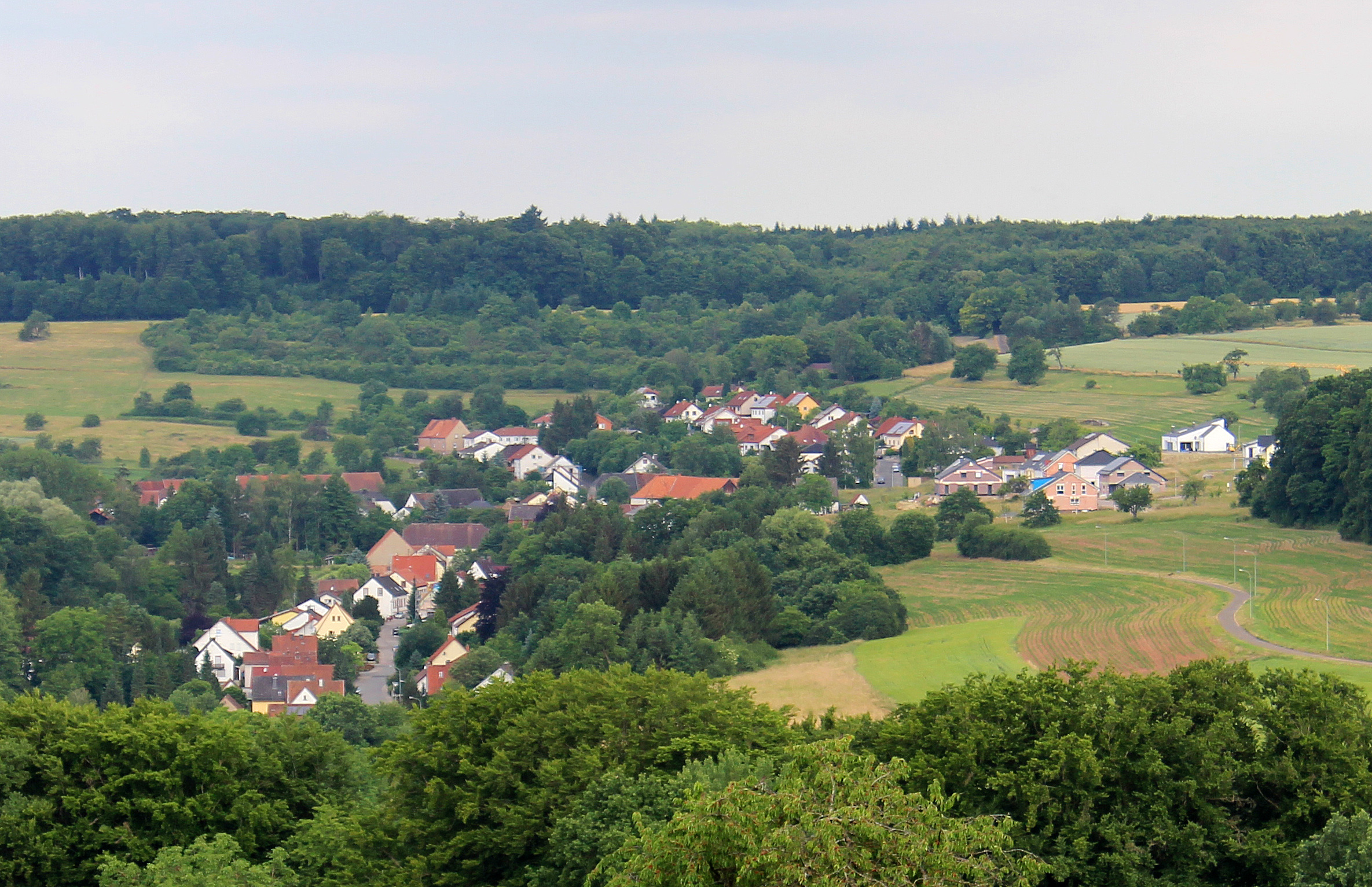
Blick auf Hengstbach

Mittelbach-Hengstbach bezeichnet den südlichsten Stadtteil von Zweibrücken in Rheinland-Pfalz mit den beiden Ortschaften Mittelbach und Hengstbach.

## Geographie
Mittelbach liegt im Tal der Bickenalb an der Einmündung des Rechentals, Hengstbach in einem Seitental. Während die Talaue mit fetten Wiesen sich zur Viehzucht eignet, sind die Talhänge im unteren Teil sandig und wasserreich (Oberer Buntsandstein), zur Hochfläche hin mergelig (Unterer Muschelkalk) und zum Ackerbau geeignet. Im 19. und 20. Jahrhundert war das Gebiet als „Kirschenland“ bekannt.

## Geschichte
Auf Besiedlung in vorgeschichtlicher Zeit weisen Grabhügel im Mittelbühl in Mittelbach und der als Menhir gedeutete „Breitenstein“ in Hengstbach, der nach 1711 abgetragen wurde, und an den ein Flur- und Straßenname erinnert. Auf der Höhe verlief eine alte Römerstraße bzw. im Mittelalter die sog. „Dußer Straße“, auf der Salz von Duß geholt wurde. Die beiden Ortsnamen auf „-bach“ gehören zu einem Ortsnamentypus, der bei dem frühmittelalterlichen Landesausbau häufig gewählt wurde. Die schriftliche Überlieferung setzt im 13. und 14. Jahrhundert ein.

### Mittelbach

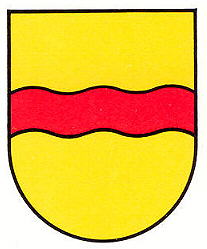
Ehemaliges Wappen von Mittelbach

Mittelbach wird 1301 zusammen mit Hengstbach in einer ausführlichen Zweibrücker Kaufurkunde genannt, die bereits Flurnamen nennt. Ob ein Beleg von 1254 für Mittelbach in Anspruch genommen werden kann, erscheint unsicher. Mittelbach war als Filiale kirchlich nach Ixheim und später nach Zweibrücken gepfarrt. Im Dreißigjährigen Krieg starb der Ort nach 1635 völlig aus und stand über Jahrzehnte wüst. Als man ihn um 1685 aufsuchte, konnte man vor lauter Hecken und Dornen die Ruinen kaum finden.
Eine Neubesiedlung erfolgte Ende des 17. Jahrhunderts. 1737/38 wurde die Kirche wieder aufgebaut. Die Glocke von 1747 ist im Vorraum des Protestantischen Landeskirchenarchivs in Speyer ausgestellt. Mit der Intensivierung der Landwirtschaft zu Ende des 18. Jahrhunderts wurden verstärkt Obstbäume, hier besonders Kirschen, angepflanzt. Arbeitsplätze in der Industrie entstanden seit der Mitte des 19. Jahrhunderts. Die Mittelbacher arbeiteten vor allem in der Drahtzieherei Roth, Heck & Schwinn in Ixheim. Das 20. Jahrhundert traf die Einwohner mit der zweimaligen Abtrennung des Saarlandes, wodurch am Mittelbacher Ortsende eine Zollgrenze entstand, dem Bau des Westwalls ab 1936/37, der Evakuierung 1939/40 und erneut 1944/45, schließlich dem Durchzug der Hauptkampflinie mit Zerstörung der Kirche 1945.

### Hengstbach

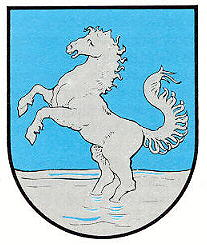
Ehemaliges Wappen von Hengstbach

Der Ort Hengstbach wird 1274 in einer Schlichtungsurkunde der Zweibrücker Grafen genannt. 1357 hatte der Ort mit sieben Hofstätten eine Größe erreicht, die der Größe des Bannes bei der damaligen Wirtschaftsweise entsprach. Hengstbach gehörte in älterer Zeit kirchlich zu Mimbach und zeitweise zu Wattweiler. Im Dreißigjährigen Krieg starb auch hier alles aus. Eine Familie (Mattheiß Moschel) bewohnte den Ort zeitweise allein. Eine Neubesiedlung erfolgte zu Anfang des 18. Jahrhunderts. Hengstbach blieb klein und besaß nie eine Kapelle. 1745 wurde es der Pfarrei Mittelbach-Ixheim angegliedert. Die Entwicklung im 19. und 20. Jahrhundert verlief parallel zur Entwicklung in Mittelbach. Zu Hengstbach gehören die ehemalige „Hengstbacher Mühle“ an der Bickenalb und der „Wahlerhof“.

### Mittelbach-Hengstbach
Am 7. Juni 1969 schlossen sich die Gemeinden Mittelbach und Hengstbach zur neuen Gemeinde Mittelbach-Hengstbach zusammen, die seit der Eingemeindung am 22. April 1972 ein Stadtteil von Zweibrücken ist.

## Politik

### Ortsbeirat
Für den Stadtteil wurde ein Ortsbezirk gebildet. Dem Ortsbeirat gehören 15 Beiratsmitglieder an, den Vorsitz im Ortsbeirat führt der direkt gewählte Ortsvorsteher.
Für weitere Informationen zum Ortsbeirat siehe die Ergebnisse der Kommunalwahlen in Zweibrücken.

### Ortsvorsteher
Aaron Holaus (FWG) wurde am 2. Juli 2024 Ortsvorsteher. Bei der Direktwahl am 9. Juni 2024 hatte er sich mit einem Stimmenanteil von 67,1 % gegen eine Mitbewerberin durchgesetzt.
Der Vorgänger von Aaron Holaus, Kurt Dettweiler (FWG), hatte das Ehrenamt 1997 übernommen und nach fünf Wiederwahlen und einer Amtszeit von 27 Jahren bei der Wahl 2024 nicht erneut kandidiert.

## Wirtschaft und Verkehr
Nach dem Rückgang der Landwirtschaft verfügt Mittelbach-Hengstbach nur über wenige Arbeitsplätze. Die Berufstätigen pendeln nach Zweibrücken und anderen Orten. Umgekehrt hat die attraktive Wohnlage zwischen 1950 und 2000 zu einer starken Neubebauung geführt.

## Freizeit und Tourismus
- Blütenfest auf dem Festplatz in Hengstbach Ende April bis Anfang Mai
- Dorffest in Mittelbach am ersten Wochenende im Juli
- Hengstbacher Kirchweih (Kerb) am ersten Wochenende im September und die Mittelbacher Kirchweih am dritten Wochenende im Oktober
- Adventsmarkt am 1. Wochenende im Dezember